# Valentin Pignol
Pour les articles homonymes, voir Pignol.
Valentin Léon Pignol né à Roquevaire le 20 novembre 1862 et mort à Marseille le 2 janvier 1912 est un sculpteur français.

## Biographie
Fils d'agriculteur, Valentin Pignol est admis à l'École des beaux-arts de Marseille où il figure parmi les meilleurs élèves. Il étudie la sculpture auprès d'Émile Aldebert à Marseille. Il part ensuite  à Paris comme boursier de la ville et termine son éducation dans les ateliers de Jules Cavelier, Louis-Ernest Barrias et Alfred-Désiré Lanson à l'École des beaux-arts de Paris. De retour à Marseille il est nommé professeur à l'École des beaux-arts de la ville, mais expose rarement du fait de sa santé fragile. Il meurt à Marseille le 2 janvier 1912.

## Œuvres
- Amour maternel, 1903, groupe en marbre[3] , [4].
- Jeunes Filles au piano, 1905, bas-relief en plâtre, musée des Beaux-Arts de Marseille.
- Nef, Taureau, Lion et Diane, 1904, quatre médaillons en pierre suspendus à des têtes de lions enrubannés, façade principale de l'hôtel de la Caisse d'Épargne de Marseille, place Estrangin-Pastré.
- Monument au sergent Casalonga de la 10e compagnie du 3e régiment, mort en novembre 1904 à Madagascar, 1910, statue en bronze, en collaboration avec son élève Henri Raybaud, près du monument aux morts d'Alata (Corse-du-Sud). Sur le socle de cette statue est scellée une plaque de bronze sur laquelle est gravée une citation du général Gallieni : « Le sergent Casalonga de la 10e compagnie du 3e régiment de tirailleurs sénégalais étant assiégé avec neuf tirailleurs sénégalais dans l'église d'Ampasimena par des bandes considérables de rebelles y a opposé une résistance héroïque qui a duré dix jours et ne s'est terminée que par l'anéantissement complet du petit détachement après avoir brûlé leurs cartouches et fait détruire au fur et à mesure les fusils de ceux qui tombaient[5] ».

Médaillons par Valentin Pignol pour l'hôtel de la Caisse d'Épargne de Marseille
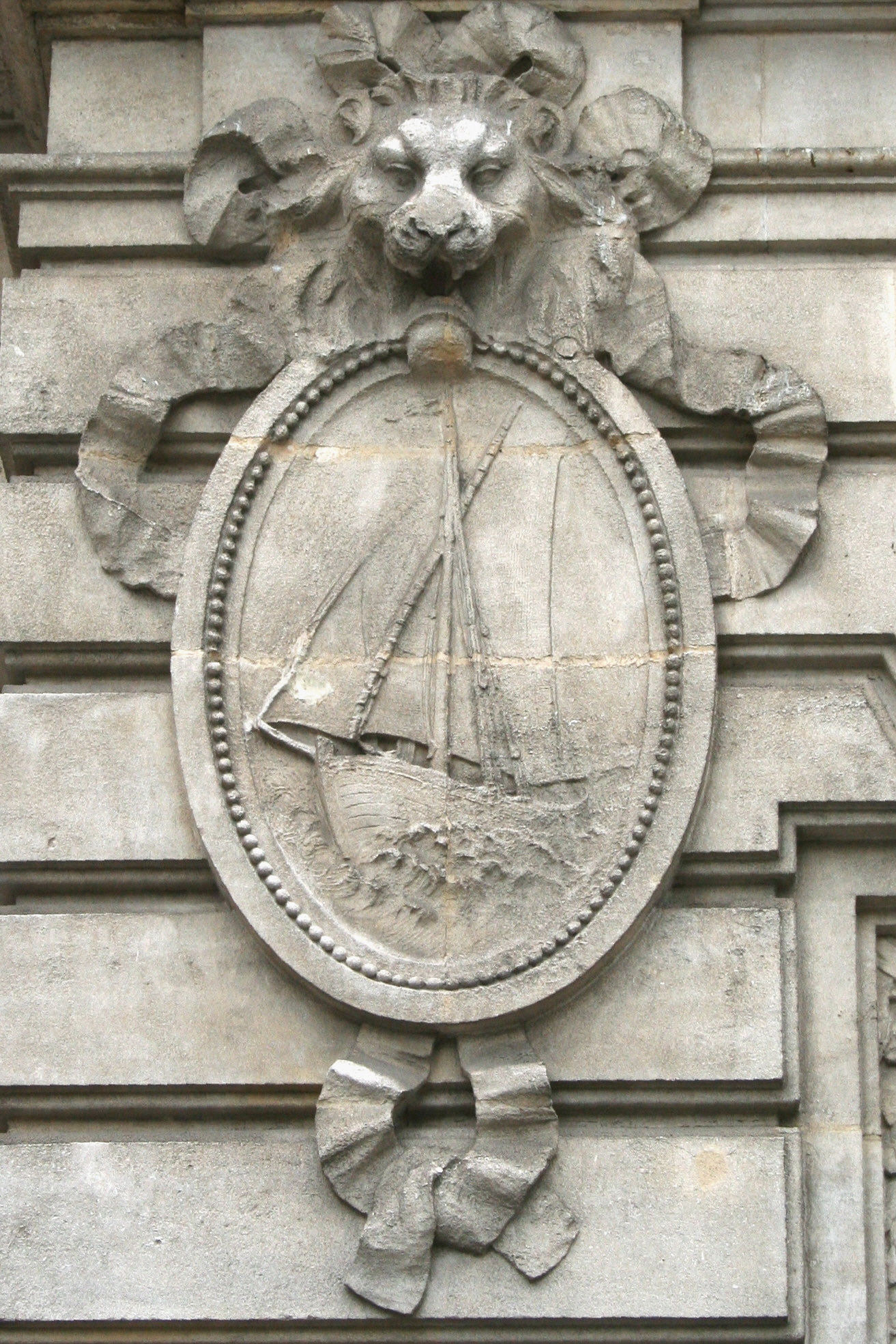
Nef
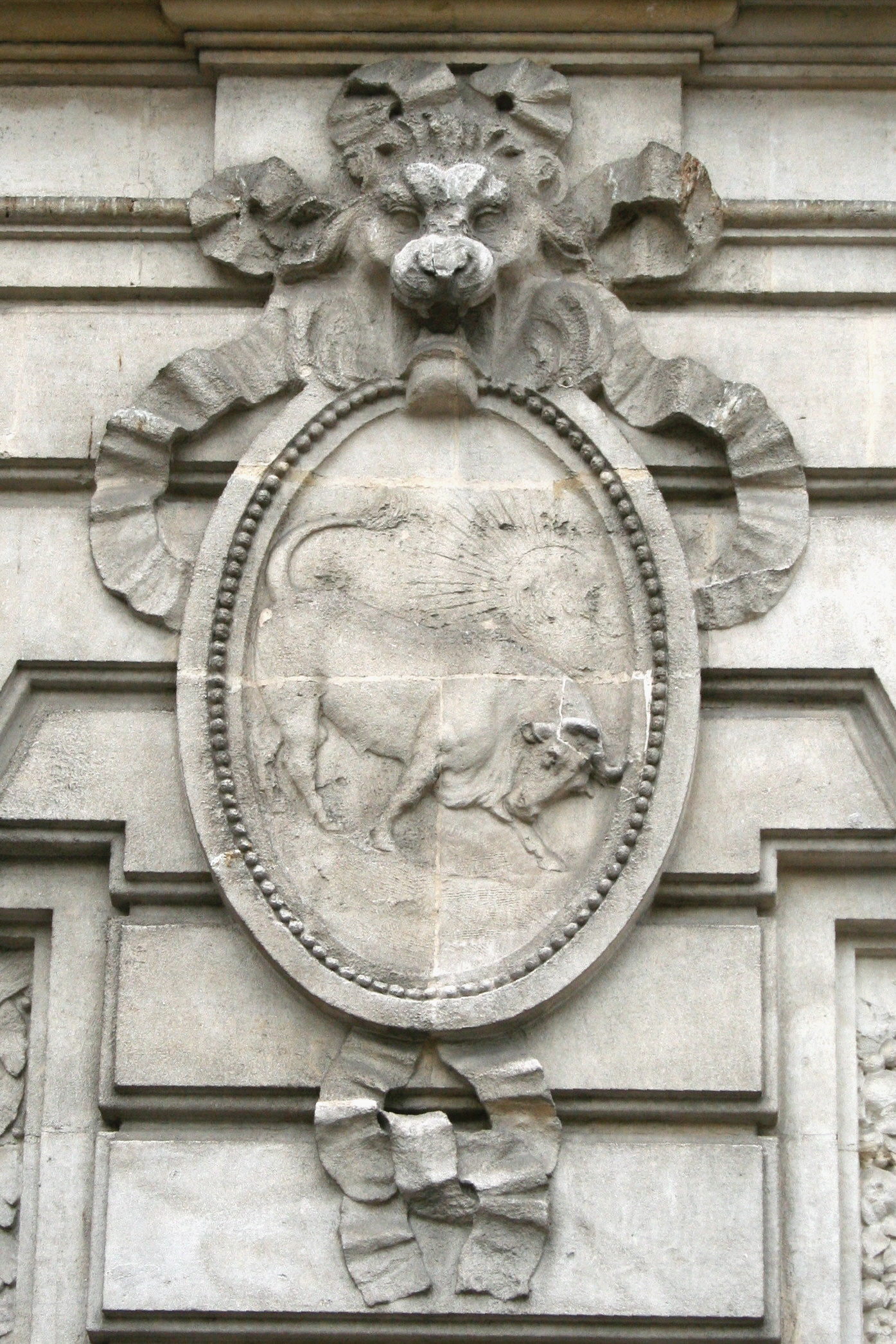
Taureau
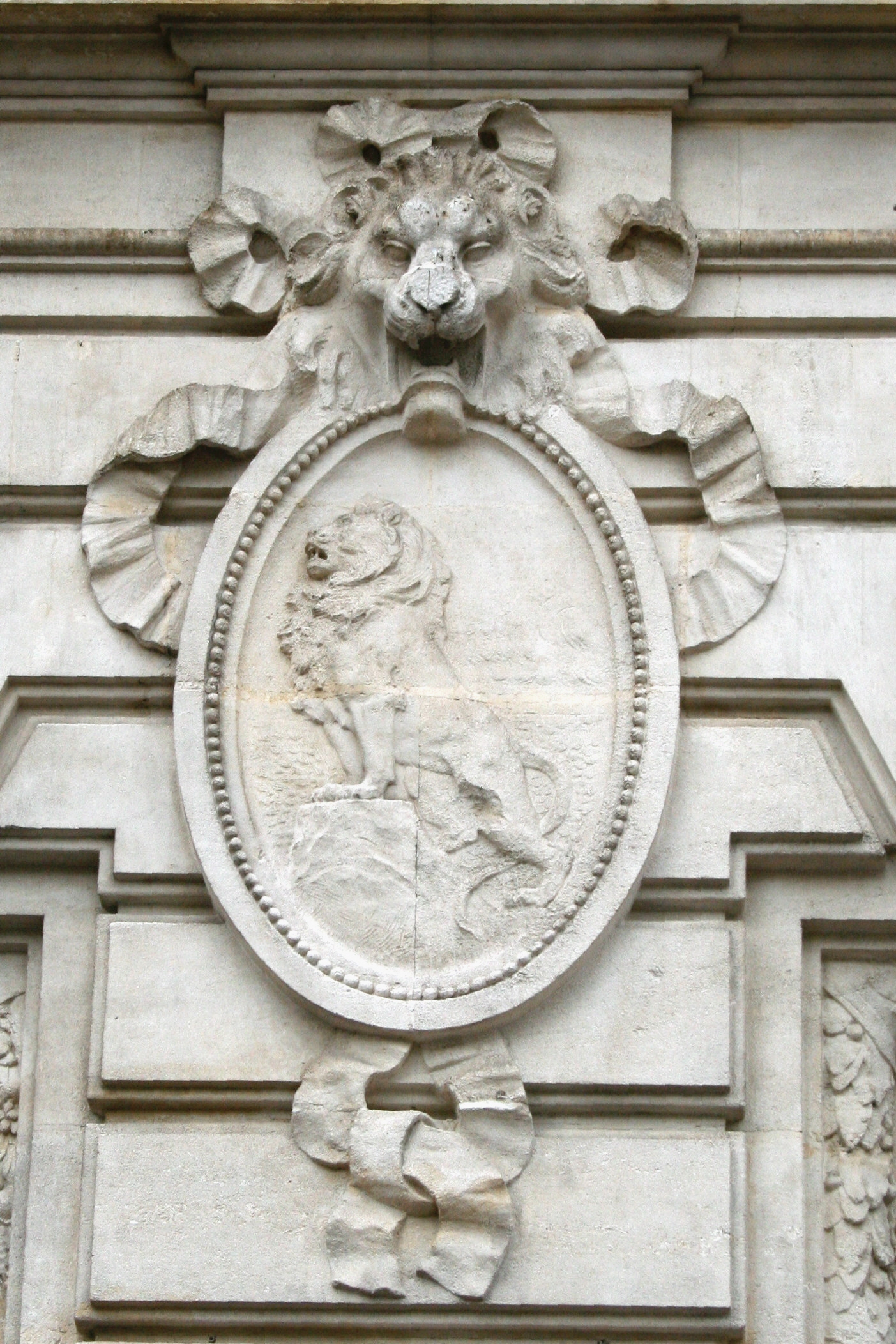
Lion
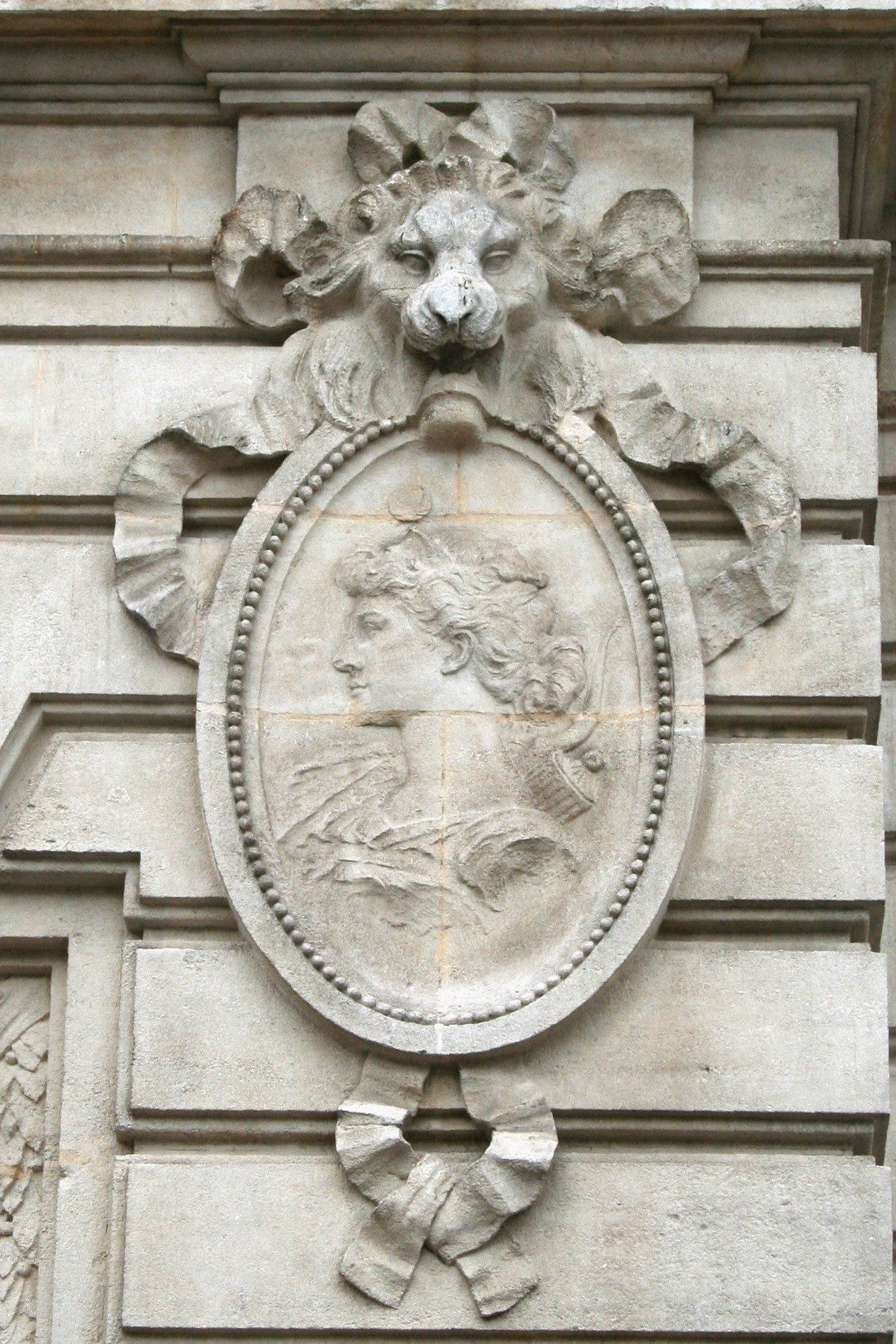
Diane

## Hommage
Une place de Marseille porte son nom.